# Ведрана Вучићевић
Ведрана Вучићевић (Сарајево, 14. март 1985) је српска и босанскохерцеговачка биатлонка. Као репрезентативка Босне и Херцеговине, учествовала је на Зимским олимпијским играма у Торину (2006).

## Биографија
Од 1993. наступала је за Смучарски клуб "Романија" са Пала. Учествовала је на свјетски м јуниорским првенствима и биатлону у Италији (2002), Пољској (2003), Француској (2004), Финској (2005), и на Европском првенству у биатлону у Италији (2003). У сениорској конкуренцији, учествовала је на бројним међународним такмичењима. Као репрезентативка БиХ, учествовала је на Зимским олимпијским играма у Торину (2006), гдје се такмичила у скијашком трчању. Освојила је златне медаље на првенствима Републике Српске, БиХ и Србије и Црне Горе, бронзану на Балканском првенству у љетном биатлону, златну на Отвореном првенству Словеније, сребрну
на Балканском првенству (2003). Проглашена је најбољим спортистом Пала (2002).